# A-League 2014/15
De A-League 2014/15 was het tiende seizoen van de hoogste nationale professionele voetbalcompetitie in Australië, waaraan negen clubteams uit Australië en één uit Nieuw-Zeeland deelnamen. De reguliere competitie, bestaande uit 27 speelronden, begon op 10 oktober en eindigde op 26 april 2016. Daarna volgde de afsluitende knock-out-eindfase voor de nummers één tot en met zes van de reguliere competitie. De nummers één en twee van de reguliere competitie plaatsten zich voor de groepsfase van de AFC Champions League 2016, terwijl de nummer drie zich kwalificeerde voor de voorronde van dit toernooi. Hoewel Perth Glory als derde eindigde, werd de club teruggezet naar de zevende plaats vanwege het overschrijden van de salarisafspraken.

## Eindstand
| №  | Club                     | WG | W  | G | V  | DV | DT | +/– | Punten |
| -- | ------------------------ | -- | -- | - | -- | -- | -- | --- | ------ |
| 1  | Melbourne Victory        | 27 | 15 | 8 | 4  | 56 | 31 | +25 | 53     |
| 2  | Sydney FC                | 27 | 14 | 8 | 5  | 52 | 35 | +17 | 50     |
| 3  | Adelaide United          | 27 | 14 | 4 | 9  | 47 | 32 | +15 | 46     |
| 4  | Wellington Phoenix       | 27 | 14 | 4 | 9  | 45 | 35 | +10 | 46     |
| 5  | Melbourne City           | 27 | 9  | 8 | 10 | 36 | 41 | –5  | 35     |
| 6  | Brisbane Roar            | 27 | 10 | 4 | 13 | 42 | 43 | –1  | 34     |
| 7  | Perth Glory              | 27 | 14 | 8 | 5  | 45 | 35 | +10 | 50     |
| 8  | Central Coast Mariners   | 27 | 5  | 8 | 14 | 26 | 50 | –24 | 23     |
| 9  | Western Sydney Wanderers | 27 | 4  | 6 | 17 | 29 | 44 | –15 | 18     |
| 10 | Newcastle United Jets    | 27 | 3  | 8 | 16 | 23 | 55 | –32 | 17     |

## Play-offs
|  | Kwartfinale | Kwartfinale        | Kwartfinale |  |  | Halve finale | Halve finale      | Halve finale |  |  | Grand Final | Grand Final       | Grand Final |
|  |             |                    |             |  |  |              |                   |              |  |  |             |                   |             |
|  |             |                    |             |  |  | 1            | Melbourne Victory | 3            |  |  |             |                   |             |
|  | 4           | Wellington Phoenix | 0           |  |  | 5            | Melbourne City    | 0            |  |  |             |                   |             |
|  | 5           | Melbourne City     | 2           |  |  |              |                   |              |  |  | 1           | Melbourne Victory | 3           |
|  |             |                    |             |  |  |              |                   |              |  |  | 2           | Sydney FC         | 0           |
|  |             |                    |             |  |  | 2            | Sydney FC         | 4            |  |  |             |                   |             |
|  | 3           | Adelaide United    | 2           |  |  | 3            | Adelaide United   | 1            |  |  |             |                   |             |
|  | 6           | Brisbane Roar      | 1           |  |  |              |                   |              |  |  |             |                   |             |

### Kwartfinale
|                 |                                 |        |                   |                                                                          |
| 1 mei 19:00 uur | Adelaide United                 | 2–1    | Brisbane Roar     | Adelaide Oval, Adelaide Toeschouwers: 20.155 Scheidsrechter: Peter Green |
| 1 mei 19:00 uur | Craig Goodwin 7' Awer Mabil 87' | Report | 27' Thomas Broich | Adelaide Oval, Adelaide Toeschouwers: 20.155 Scheidsrechter: Peter Green |

|                 |                    |        |                                         |                                                                               |
| 3 mei 19:00 uur | Wellington Phoenix | 0–2    | Melbourne City                          | Westpac Stadium, Wellington Toeschouwers: 10,171 Scheidsrechter: Ben Williams |
| 3 mei 19:00 uur |                    | Report | 61' Joshua Kennedy 72' (e.d.) Glen Moss | Westpac Stadium, Wellington Toeschouwers: 10,171 Scheidsrechter: Ben Williams |

### Halve finale
|                 |                                                              |        |                |                                                                                     |
| 8 mei 19:30 uur | Melbourne Victory                                            | 3–0    | Melbourne City | Etihad Stadium, Melbourne Toeschouwers: 50.873 Scheidsrechter: Kris Griffiths-Jones |
| 8 mei 19:30 uur | Besart Berisha 18' Kosta Barbarouses 30' Archie Thompson 87' | Report |                | Etihad Stadium, Melbourne Toeschouwers: 50.873 Scheidsrechter: Kris Griffiths-Jones |

|                 |                                                                             |        |                   |                                                                           |
| 9 mei 19:30 uur | Sydney FC                                                                   | 4–1    | Adelaide United   | Allianz Stadium, Sydney Toeschouwers: 26.783 Scheidsrechter: Ben Williams |
| 9 mei 19:30 uur | Bernie Ibini-Isei 19' Alex Brosque 45+1' Alex Brosque 47' Chris Naumoff 90' | Report | 74' Craig Goodwin | Allianz Stadium, Sydney Toeschouwers: 26.783 Scheidsrechter: Ben Williams |

### Grand Final
|                  |                                                            |        |           |                                                                          |
| 17 mei 16:00 uur | Melbourne Victory                                          | 3–0    | Sydney FC | AAMI Park, Melbourne Toeschouwers: 29.843 Scheidsrechter: Jarred Gillett |
| 17 mei 16:00 uur | Besart Berisha 33' Kosta Barbarouses 83' Leigh Broxham 90' | Report |           | AAMI Park, Melbourne Toeschouwers: 29.843 Scheidsrechter: Jarred Gillett |

2005/06 · 2006/07 · 2007/08 · 2008/09 · 2009/10 · 2010/11 · 2011/12 · 2012/13 · 2013/14 · 2014/15 · 2015/16 · 2016/17 · 2017/18 · 2018/19 · 2019/20 · 2020/21